# Hans Reijgwart
Johannes „Hans“ Reijgwart, teilweise international auch als Hans Reygwart bezeichnet, (* 19. August 1949) ist ein ehemaliger niederländischer Fußballschiedsrichter.

## Sportlicher Werdegang
Reijgwart leitete ab 1986 Spiele in der Eredivisie und rückte später in den Kreis der UEFA-Schiedsrichter auf, so dass er auf internationaler Ebene im Europapokal (u. a. zum Auftakt der UEFA Champions League 1992) sowie im Juniorennationalmannschaftsbereich (u. a. bei der U-21-Europameisterschaft 1988) zum Einsatz kam. Im Wettbewerb um den KNVB-Pokal 1996/97 leitete er das Finalspiel zwischen Roda JC Kerkrade und dem SC Heerenveen, dass der Klub aus der Provinz Limburg mit einem 4:2-Erfolg für sich entschied. 1998 beendete er seine aktive Laufbahn und war anschließend als Spielbeobachter für KNVB und UEFA tätig.
2011 verpflichtete die Cyprus Football Association Reijgwart auf Empfehlung seines Landsmanns Jaap Uilenberg, der zwischenzeitlich im UEFA-Auftrag für den zyprischen Verband tätig gewesen war, als Schiedsrichterobmann. 2015 beerbte ihn dort der Nordire Alan Snoddy.
Hauptberuflich ist Reijgwart neben seiner 2000 begonnenen Tätigkeit als Schiedsrichterausbilder für den KNVB in der IT-Branche tätig.